# Ornithodoros antiquus
Ornithodoros antiquus är en fästingart som beskrevs av Poinar 1995. Ornithodoros antiquus ingår i släktet Ornithodoros och familjen mjuka fästingar. Inga underarter finns listade i Catalogue of Life.